# Augusta Nielsenová
Augusta Nielsenová (20. února 1822 – 29. března 1902) byla dánská baletka, která účinkovala v raných baletech Augusta Bournonvillea.

## Život
Nielsenová se narodila v Kodani a byla jednou z Bournonvilleových raných žaček. Když Lucile Grahnová v roce 1839 opustila Dánsko, získala Nielsenová její role. Udělala debut v La Sylphide v roli, kterou Bournonville choreografoval speciálně pro její předchůdkyni.
Obzvlášť byla obdivována svým výkonem v Bournonvilleově La Cracovienne a La Lithuanienne, Cachucha dance jako Céleste v Toreadoren, kterou pro ni Bournonville choreografoval v roce 1840. Poté, co se stala následujícího roku sólistkou, odešla do Paříže, aby mohla pokračovat ve studiu pod Julesem Perrotem. Poté vystupovala v Berlíně, Stockholmu a Christianii. Její kariéra skončila v roce 1849, kdy přišla na jeviště s diadémem, který publikum považovalo za neocenitelný dar od jednoho z jejích obdivovatelů, ačkoli to byl ve skutečnosti jen levný teatrální prvek. Posmívání pro ni bylo takovým šokem, že už se nikdy neodvážila vstoupit do divadla. V pozdějším věku duševně onemocněla a 29. března 1902 zemřela, jako tanečnice zcela zapomenuta.

## Posouzení
Bounonville ji charakterizoval jako „synonymum lehkosti a elegance“. Byla vysoká, hubená, s dokonalou postavou a krásnýma modrýma očima. Na rozdíl od Andrey Krætzmerové a Lucile Grahnové postrádal její tanec erotický temperament a živý výraz obličeje, ale to bylo kompenzováno její citlivostí, téměř vznešeným charismatem a technickou zdatností, což si její diváci oblíbili.